# Паласиос, Пабло
Пабло Давид Паласиос Эррера (исп. Pablo David Palacios Herreria; род. 5 февраля 1982, Кито) — эквадорский футболист, игравший на позиции нападающего. Выступал за сборную Эквадора.

## Клубная карьера
Паласиос — воспитанник клуба ЛДУ Кито. Из-за высокой конкуренции он не смог дебютировать за команду покинул команду после дебютного сезона. Следующие три года Пабло выступал за команды низших дивизионов «Америка» Кито и «Аукас».
В 2007 году он перешел в «Депортиво Кито». Паласиос отлично проявил себя в составе нового клуба и получил вызов в национальную команду. По окончании сезона Пабло перешёл в «Барселону» из Гуаякиль. В первом же сезоне он помог команде выиграть эквадорскую Серию А и стал лучшим её бомбардиром. В «Барселоне» Паласиос провёл ещё три сезона, доведя количество матчей до 100.
В 2012 году он перешёл в «Эмелек». В матче против своего бывшего клуба ЛДУ Кито Пабло дебютировал за новую команду. 20 мая в поединке против «Текнико Университарио» он сделал «дубль», забив свои первые голы за новую команду. С «Эмелеком» Паласиос стал серебряным призёром чемпионата. В начале 2013 года он перешёл в «Универсидад Католика» из своего родного города. 16 февраля в матче против «Манта» Пабло дебютировал за новую команду. 22 июня в поединке против «Депортиво Кеведо» он забил свой первый гол за «Католику».
Сезон 2014 года Паласиос начал в «Эль Насьональ». 25 января в матче против ЛДУ Лоха он дебютировал за новый клуб. 30 марта в поединке против своей бывшей команды «Эмелек» Пабло забил свой первый гол за «Эль Насьональ».

## Международная карьера
23 мая 2007 года в товарищеском матче против сборной Ирландии Паласиос дебютировал за сборную Эквадора. В том же году он попал с заявку национальной команды на участие в Кубке Америки в Венесуэле. На турнире Пабло был запасным и не сыграл ни минуты. 10 июня 2009 года в отборочном матче чемпионата мира 2010 против сборной Аргентины Паласиос забил свой первый гол за национальную команду.

### Голы за сборную
| # | Дата           | Стадион                            | Соперник  | Счёт | Итог матча | Турнир                    |
| - | -------------- | ---------------------------------- | --------- | ---- | ---------- | ------------------------- |
| 1 | 10 июня 2009   | Олимпико Атауальпа, Кито, Эквадор  | Аргентина | 2:0  | 2:0        | Отборочный турнир ЧМ-2010 |
| 2 | 9 февраля 2011 | Нильмо Эдвардс, Ла-Сейба, Гондурас | Гондурас  | 1:1  | 1:1        | Товарищеский матч         |

## Достижения
Командные
 «Барселона» Гуаякиль
- Чемпионат Эквадора по футболу — 2008

Индивидуальные
- Лучший бомбардир Серии А — 2008